# Willett (Whiskey)

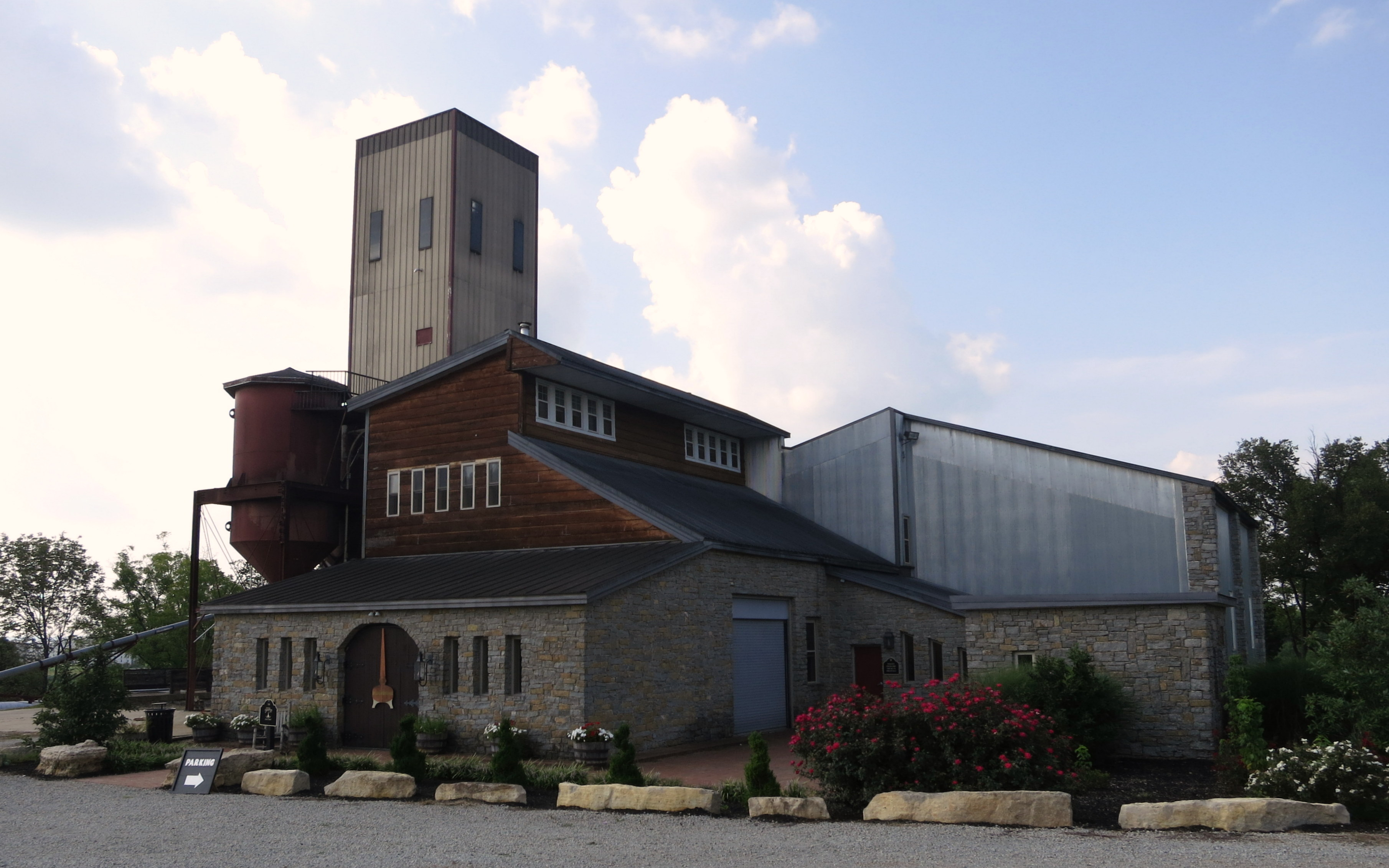
Destilleriegebäude in Bardstown

Willett ist eine US-amerikanische Whiskey-Brennerei aus Bardstown, Kentucky. Sie gehört der Willett/Kulsveen-Familie, die bereits seit mehreren Jahrhunderten in Bardstown ansässig ist. Die erste Willett-Destillerie eröffnete 1936 nach dem Ende der Prohibition und musste in den 1980ern ihren Betrieb einstellen. Die Willett/Kulsveen-Familie arbeitete als Kentucky Bourbon Distillers im Whiskey-Großhandel, bis sie 2012 wieder eine neue Brennerei für Bourbon Whiskey und Rye Whiskey an alter Stelle eröffneten und sich wieder Willett Distilling Company umbenannten.

## Die alte Willett Distillery
Lambert Willett, der in der Bernheim Distillery in Louisville arbeitete, kaufte das Gelände auf der Spitze eines Hügels in Bardstown. Seine Söhne Thompson und John T. bauten 1936 die Willett Distillery auf, wobei John die Produktionsanlagen entwarf und gestaltete und Thompson als Präsident des neuen Unternehmens fungierte. Lamberts Tochter Mary T. arbeitete dort als Vizepräsidentin. Thompson war unter anderem mehrere Jahre lang Direktor der Kentucky Distillers Association.

## Kentucky Bourbon Distillers
In den 1970ern geriet der Absatz von Bourbon in eine Krise, während gleichzeitig die Ölkrise einen großen Bedarf an Kraftstoffen, die nicht aus Erdöl gewonnen werden konnten, signalisierte. Willetts stellten ihr Geschäft von Whiskey auf Bioethanol um, um einen Ersatzkraftstoff für Autos zu produzieren. Damit konnten sie sich aber am Markt nicht durchsetzen. Ausgelöst durch die Bourbon-Krise in den 1970ern/1980ern stellten sie den Destillationsbetrieb ganz ein.
In den 1970ern heiratete Martha Willett, die Tochter von Thompson Willett, den Norweger Even Kulsveen, der den Ehrgeiz hatte, das Whiskeygeschäft wiederaufzunehmen. Er gründete das Unternehmen Kentucky Bourbon Distillers und begann mit dem Vertrieb der noch bei Willett lagernden Whiskeys. Hier belieferte er insbesondere den sich etablierenden Markt für Premium-Whiskeys in Japan und lieferte zudem nach Europa. Bis heute ist Kentucky Bourbon Distillers in Asien und Europa deutlich präsenter als in den USA selbst. Nachdem die Willett-Lagerbestände aufgebraucht waren, arbeitete Kentucky Bourbon Distillers insbesondere mit Heaven Hill zusammen, deren Sitz nur wenige hundert Meter von den Willetts entfernt ist. Kentucky Bourbon Distillers stellte eigene Marken her, reifte Whiskey in eigenen Lagerhäusern nach, exportierte Whiskey weltweit und war als Großhändler für Großmengen an nicht abgefülltem Whiskey zwischen Destillerien und Weiterverarbeitern tätig.

## Die neue Willett Distillery
Kulsveen kaufte 1984 das Destilleriegbeäude den anderen Familienmitgliedern ab. Das Unternehmen befindet sich im Besitz von Kulsveen, betrieben wird es von ihm, seiner Frau und seinen Kindern. Die Willett Distillery nahm 2012 den Betrieb im Zentrum Bardstown, dem selbsterklärten Whiskey Capital of the World, wieder auf. Das erste Fass Bourbon Whiskey wurde am 27. Januar 2012 produziert. Die Brennerei arbeitet sowohl mit einer Pot Still wie mit einer Column Still. Die Maische besteht aus 72 % Mais, 13 % Roggen und 15 % Gerste. Das Wasser für die Whiskey-Verarbeitung stammt aus einem quellengespeisten See, der auf dem Destilleriegelände liegt.
Die Distillery hat acht Lagerhäuser, ein Besucherzentrum und eine Bar. Abgesehen von dem neuen Gebäude, in dem der Whiskey gebrannt wird, sind die übrigen Gebäude noch von der ersten Brennerei Baujahr 1937 erhalten. Das ganze Gelände vermittelt so den Eindruck einer Whiskeybrennerei, wie sie direkt nach dem Ende der Prohibition aussah.

## Produkte
Die Brennerei hat ihren Betrieb 2012 aufgenommen, so dass der ersten Straight Bourbon Whiskey und Rye Whiskey von dort frühestens 2016 in den Handel kommt. Kentucky Bourbon Distillers handelt bereits seit 30 Jahren mit eigenen Marken, die in Bardstown produziert werden. Die teuerste Marke von Willett ist "Willett Pot Still Reserve", andere Sorten sind "Willett Family Estate Bottled Bourbon and Rye", "Noah’s Mill", "Rowan’s Creek", "Johnny Drum", "Old Bardstown", "Pure Kentucky" und "Kentucky Vintage".